# Gaby Aghion
Gabrielle Aghion, nacida como Gabrielle Hanoka; (Alejandría; 1921-París; 27 de septiembre de 2014) fue una diseñadora de moda francesa y fundadora de la casa de moda francesa Chloé. Se dice que ella inventó la expresión prêt-à-porter.

## Carrera
Nació en Alejandría, Egipto, hija del gerente de una fábrica de cigarrillos. Conoció a su marido, Raymond Aghion (1921–2009), cuando ambos tenían siete años de edad, en la escuela primaria donde ambos estudiaban. Raymond pertenecía a una familia acomodada de exportadores de algodón, pero dejaba mostrar su incomodidad con la injusticia social, la cual más tarde le haría exiliarse. Gaby y Raymond, ambos judíos, se casaron a la edad de 19 años. La pareja se mudó a París en 1945. Allí, el matrimonio se acercó a militantes e intelectuales comunistas, haciéndose amigos de los escritores Louis Aragon, Paul Éluard y Tristan Tzara. Gaby lanzó la casa de modas Chloé en 1952, mientras que Raymond abrió una galería de arte en 1956, especializándose en arte moderno.
Según el sitio web de Chloé, Aghion rechazaba la formalidad rígida de la moda imperante en la década de 1950, y comenzó a diseñar vestidos y conjuntos femeninos, en armonía con el cuerpo de la mujer, elaborados con tejidos finos, a los cuales denominó «lujo prêt-à-porter». Únicos para la época, era ropa confeccionada impecablemente y lista para usar. Instaló su taller en una habitación de servicio ubicada encima de su departamento. En 1953, Gaby Aghion unió fuerzas con Jacques Lenoir, quien se encargó del lado financiero y empresarial, mientras que ella se encargaba de la parte creativa. Juntos, organizaron el primer desfile de Chloé en 1956, en un desayuno en el famoso Café de Flore, el epicentro de los jóvenes intelectuales parisinos de los años 1940 y 1950.
Aghion, tiempo después de retirada de la mirada pública, dijo: «Todo estaba por ser inventado, y eso me emocionaba». Aghion contrató al modisto alemán Karl Lagerfeld al principio de su carrera, además de otros diseñadores de moda emergentes. Su hijo, Philippe, recuerda a Lagerfeld llegando a la compañía a mediados de los años 60: «Cuándo llegué de [la casa de] Jean Patou, Karl era un tipo tímido. Él y mi madre hicieron un equipo fantástico. El entró en el espíritu de Chloé».
Gaby Aghion continuó dirigiendo la casa Chloé hasta 1985, cuando Chloé fue adquirida por Dunhill Holdings —ahora el grupo Compagnie Financière Richemont—.
Murió en París el 27 de septiembre de 2014.

## Premios
- Caballero de la Legión de Honor ( Francia, 16 de diciembre de 2013).[6]